# Chemistry – A European Journal
Chemistry – A European Journal (nach ISO 4 abgekürzt Chem. Eur. J.) ist eine wöchentlich erscheinende wissenschaftliche Fachzeitschrift, deren Erstausgabe im April 1995 erschien. Die veröffentlichten Artikel umfassen das gesamte Gebiet der Chemie.
Der Impact Factor lag im Jahr 2020 bei 5,236. Nach der Statistik des Web of Science wird das Journal mit diesem Impact Factor in der Kategorie multidisziplinäre Chemie an 52. Stelle von 178 Zeitschriften geführt.